# 平山朝香
平山 朝香（ひらやま あさか、1983年3月14日 ）は、日本の元AV女優。
出身地:東京都、身長:162cm 、スリーサイズ:B:85cm（Dカップ-70） W:59cm H:83cm

## 略歴
- 2003年9月にAVデビュー。

1983年3月14日生まれと1985年3月14日生まれの2つのプロフィールがある。

## 作品

### アダルトビデオ
- スマイリングルーヴ（2003年9月26日、マックス・エー）
- a woman in Love （2003年10月24日、マックス・エー）
- 濃交 （2003年11月21日、マックス・エー）
- 研修生 朝香 （2003年12月22日、マックス・エー）
- 望郷（2004年1月23日、マックス・エー）
- G-SPOT（2004年2月21日、マックス・エー）
- イカセ4本番（2004年3月15日、MOODYZ）
- デジタルモザイクVol.034（2004年4月15日、MOODYZ）
- 制服美少女淫行（2004年5月1日、MOODYZ）
- おめこ汁マンマン（2004年6月1日、MOODYZ）
- 金融レディ 拘束調教（2004年7月1日、MOODYZ）